# Közönséges elefántláb
A közönséges elefántláb (Beaucarnea recurvata) az egyszikűek (Liliopsida) osztályának spárgavirágúak (Asparagales) rendjébe, ezen belül a spárgafélék (Asparagaceae) családjába tartozó faj.

## Előfordulása
A közönséges elefántláb eredeti előfordulási területe Mexikóban található. A következő mexikói államokban van jelen: Oaxaca, Puebla, San Luis Potosí, Tamaulipas és Veracruz.
Érdekes kinézete miatt sokfelé közkedvelt dísznövény.

## Képek

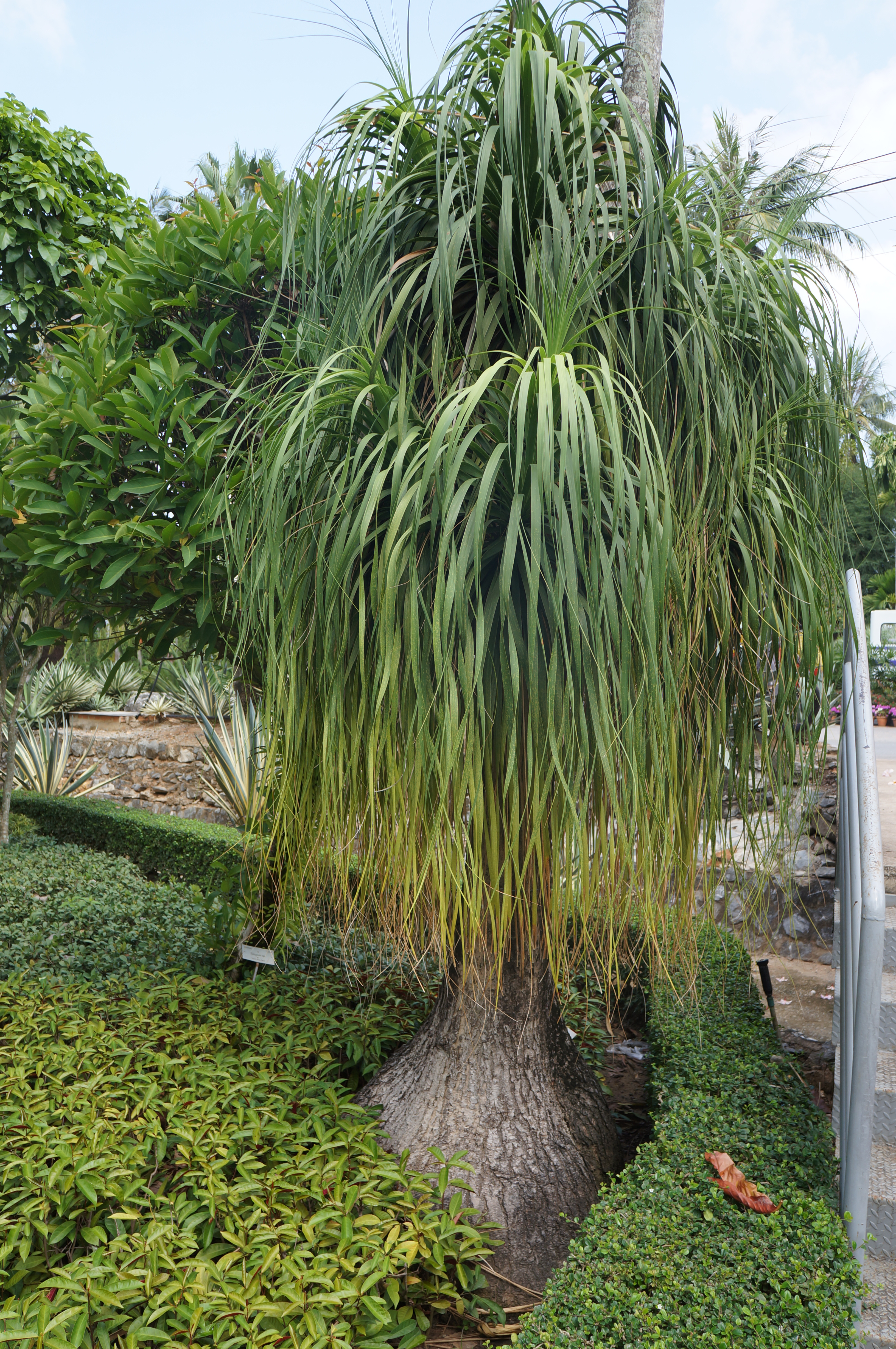
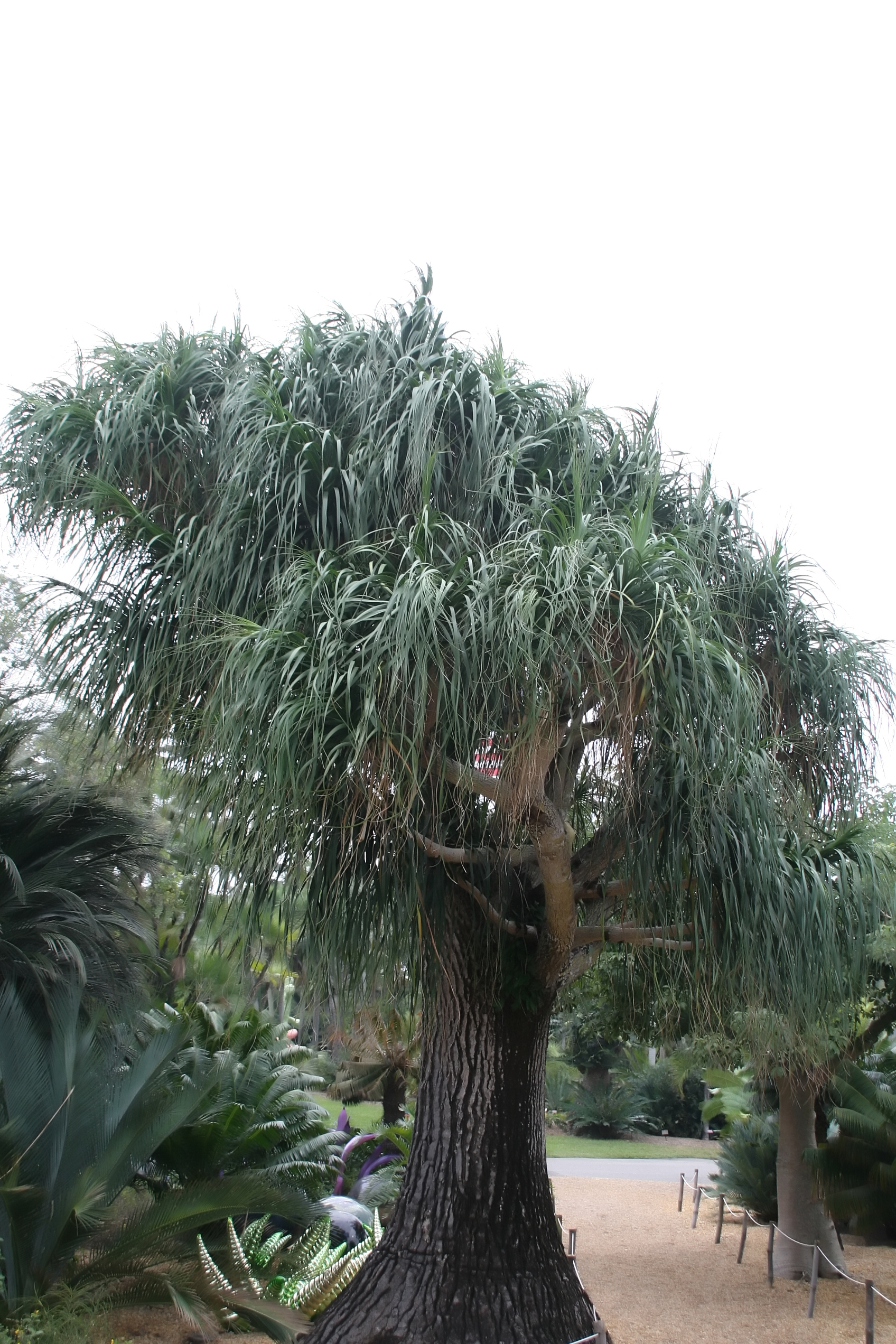
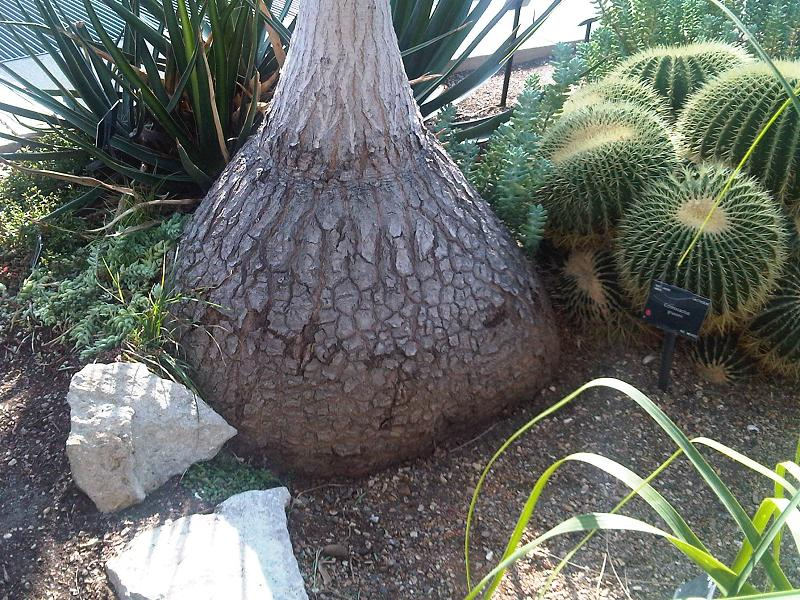
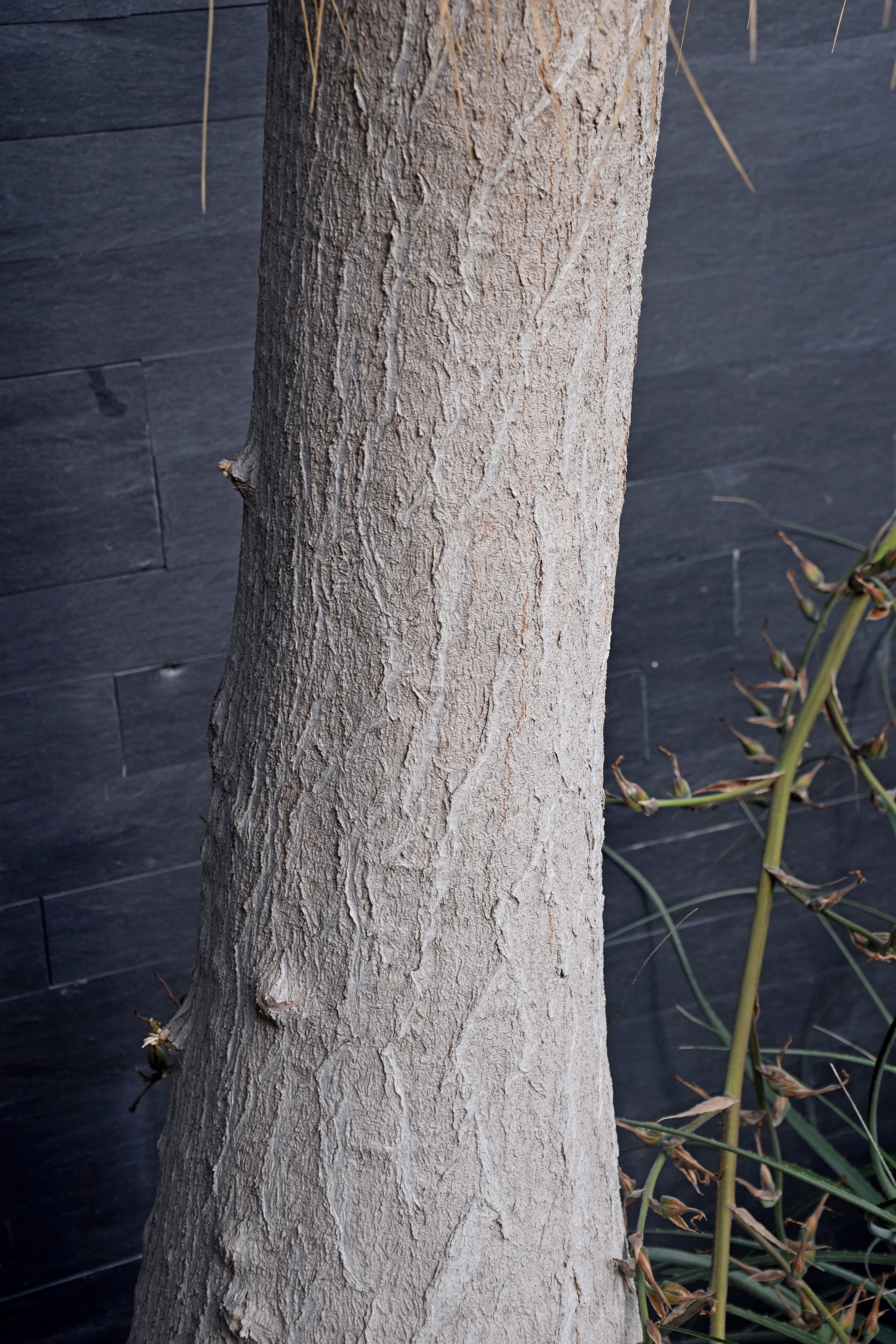
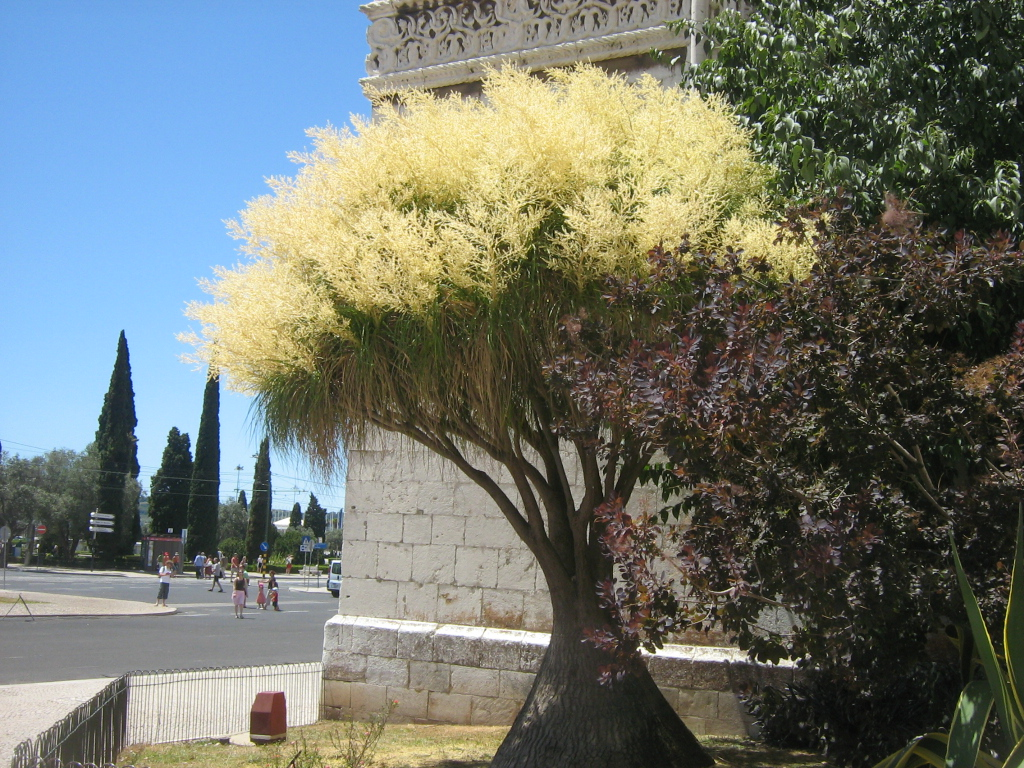
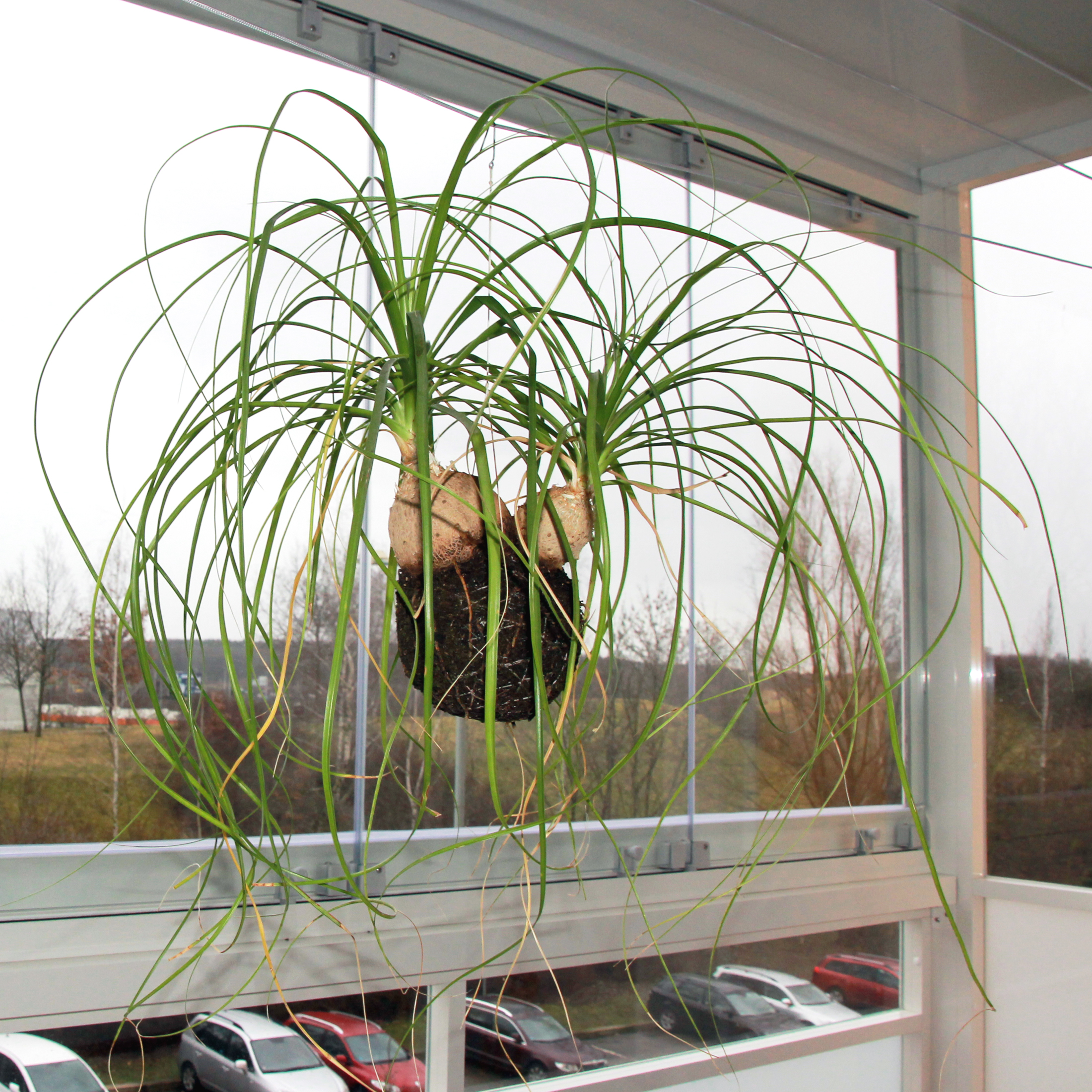

## Megjelenése
Ennek a kisebb faméretű - 4730 centiméter magas - spárgafélének a törzse alul, a talajszinten megvastagodott, feljebb haladva pedig szétágazik, több törzset alkotva. A hosszú és vékony levelei, az ágak végein csomókban helyezkednek el és lelógnak. A fehéres-sárga virágai virágzatokba tömörülnek és a levelek fölött szárakon helyezkednek el.